# Hieracium mutilatiforme
Hieracium mutilatiforme es una especie de planta con flor del género Hieracium, de la familia Asteraceae, orden Asterales.

## Distribución
Hieracium mutilatiforme se distribuye por Noruega.

## Taxonomía
Fue descrita científicamente por Dahlst. ex Notø.